# Norra Ölsdalen
Norra Ölsdalen är ett naturreservat i Degerfors kommun i Örebro län.
Området är naturskyddat sedan 2009 och är 54 hektar stort. Reservatet följer sprickdalen Ölsdalens östsida och når i söder fram till Ölen. Det består av granskog med inslag av lövträd.